# 李元胤
李元胤（？—1652年），字元伯，河南南阳人。本姓賈，儒家子弟，為李成棟所掠，收为養子。随成栋出生入死，“稍读书，知大义”。成棟死後，永历帝仍旧信任李元胤，以元胤為車騎將軍，封南陽伯。坚持抗清。

## 生平
李成棟降清後，元胤勸其反清復明。李元胤到梧州迎接永历帝。南明時，為錦衣衛指揮使，提督禁旅。佟养甲被胁迫降南明，一直郁郁寡欢，暗中与清廷联络，准备内应反攻明军。佟养甲的信使为李成栋所获，李成栋想马上杀掉这位老上司。李元胤劝李成栋一定要先禀永历帝后再杀佟养甲，不可专杀。李元胤到佟养甲处，假意告知说朝廷派他屯军梧州。佟养甲大喜，本来一直装病，听说有命派他外镇，觉得终盼蛟龙入海之日，忙带亲兵上船，沿河而下。李元胤奉永历手谕，于半路邀击，遍杀佟养甲及其亲丁数百。 
明将杨大甫屯居梧州，常常劫掠行舟，杀戮往来军使抢夺贡物。李元胤上疏，请永历帝召杨大甫入见趁机诛杀。君臣饮酒之间，永历诘责杨大甫，这位桀骜的武将竟想趁势劫持永历帝。一旁侍饮的马吉翔等人失声跑掉，李元胤在后一脚把杨大甫踹个大马趴，把他逮住缢杀于船外。永历四年，清军攻梅岭，明将罗成耀弃南雄逃跑。见时势已去，罗成耀暗中约降清军，想攻取肇庆先立个功。永历帝知悉此情，忙派李元胤乘间杀掉这个国贼。李元胤平时和罗成耀关系不错，就相约游船饮酒。舟泛中流，李元胤忽然把正在绳床上忽悠的罗成耀掀翻在地，以利刃一刀结果了这个叛贼。众人大惊，李元胤不慌不忙，以敕示众人：“有诏斩成耀”。“移尸涤血，行酒歌吹如故。”“元胤三斩叛将，决机俄顷，而皆先请敕行事，不自专也”，有忠有智有勇，确是一个人才。
不久，永历朝内元胤孤军守肇庆，并独军于西南驿击败清军。由于永历帝及一帮臣下各自鼠窜，李元胤孤军不支。1651年，李元胤「在欽州防城被士兵王勝堂擒獲，押送到廣州。耿繼茂勸他投降，他堅決拒絕；又勸他寫信招降瓊州的杜永和部明軍，李元胤大義凜然地回答道：“事不成，已為辱國，乃欲敗人事？”幾天後，他聽說杜永和率部降清，痛哭流涕，日夜請死。1652年五月，耿繼茂下令將他殺害，一同遇難的還有李成棟另一養子明安肅伯李建捷。」（註：摘自顧誠《南明史》第二十章第四節）